# Diocesi di Nyundo

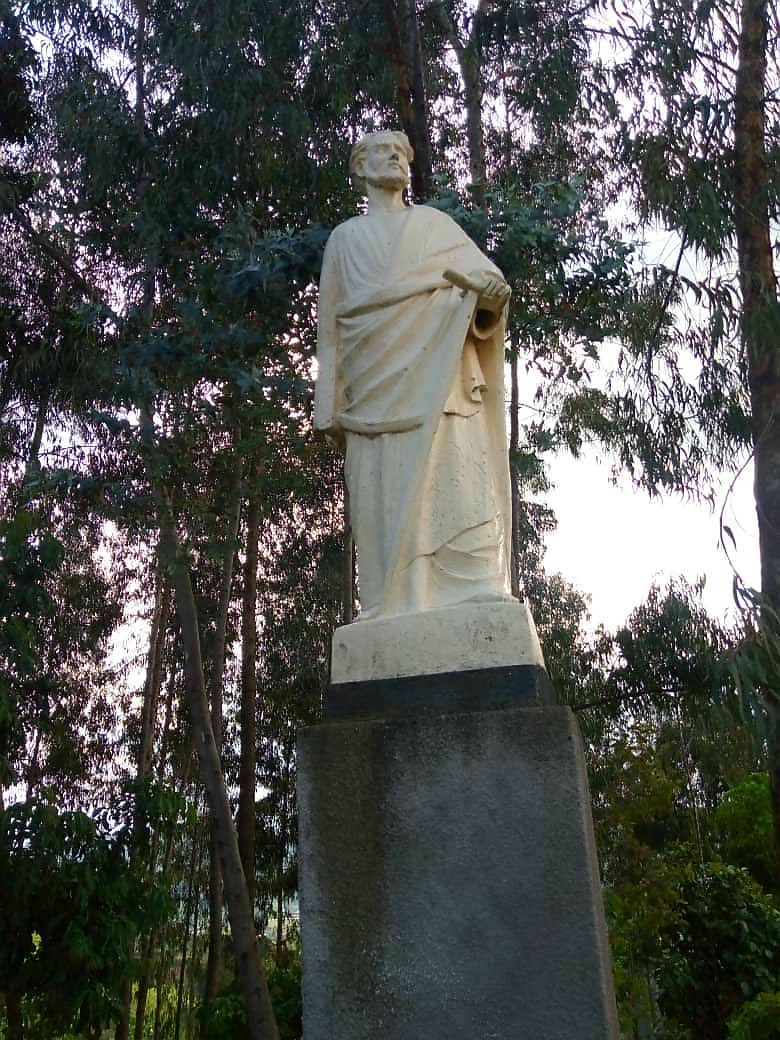
Statua del missionario padre Antoine, a Nyundo

La diocesi di Nyundo (in latino: Dioecesis Nyundoënsis) è una sede della Chiesa cattolica in Ruanda suffraganea dell'arcidiocesi di Kigali. Nel 2021 contava 683.433 battezzati su 1.748.549 abitanti. È retta dal vescovo Anaclet Mwumvaneza.

## Territorio
La diocesi comprende per intero i distretti di Karongi, Ngororero, Rubavu e Rutsiro, nonché gran parte del distretto di Nyabihu e una parte del distretto di Nyamasheke nella nuova provincia Occidentale del Ruanda.
Sede vescovile è la città di Nyundo, dove si trova la cattedrale di Nostra Signora dell'Annunciazione.
Il territorio è suddiviso in 26 parrocchie.

## Storia
Il vicariato apostolico di Nyundo fu eretto il 14 febbraio 1952 con la bolla Ut in Vicariatu di papa Pio XII, ricavandone il territorio dal vicariato apostolico del Ruanda (oggi diocesi di Kabgayi).
Il 10 novembre 1959 il vicariato apostolico è stato elevato a diocesi con la bolla Cum parvulum di papa Giovanni XXIII.
Originariamente suffraganea dell'arcidiocesi di Kabgayi, il 10 aprile 1976 è entrata a far parte della provincia ecclesiastica di Kigali, contestualmente alla soppressione della sede metropolitana di Kabgayi e alla sua riduzione a diocesi.
Il 20 dicembre 1960 e il 5 novembre 1981 ha ceduto porzioni del suo territorio a vantaggio dell'erezione rispettivamente delle diocesi di Ruhengeri e di Cyangugu.

## Cronotassi dei vescovi
Si omettono i periodi di sede vacante non superiori ai 2 anni o non storicamente accertati.
- Aloys Bigirumwami † (14 febbraio 1952 - 17 dicembre 1973 dimesso)
- Vincent Nsengiyumva † (17 dicembre 1973 - 10 aprile 1976 nominato arcivescovo di Kigali)
- Wenceslas Kalibushi † (9 dicembre 1976 - 2 gennaio 1997 ritirato)
- Alexis Habiyambere, S.I. (2 gennaio 1997 - 11 marzo 2016 ritirato)
- Anaclet Mwumvaneza, dall'11 marzo 2016

## Statistiche
La diocesi nel 2021 su una popolazione di 1.748.549 persone contava 683.433 battezzati, corrispondenti al 39,1% del totale.
| anno | popolazione | popolazione | popolazione | presbiteri | presbiteri | presbiteri | presbiteri                | diaconi | religiosi | religiosi | parrocchie |
| anno | battezzati  | totale      | %           | numero     | secolari   | regolari   | battezzati per presbitero | diaconi | uomini    | donne     | parrocchie |
| ---- | ----------- | ----------- | ----------- | ---------- | ---------- | ---------- | ------------------------- | ------- | --------- | --------- | ---------- |
| 1970 | 250.667     | 878.081     | 28,5        | 85         | 65         | 20         | 2.949                     |         | 58        | 156       | 23         |
| 1980 | 423.433     | 1.172.000   | 36,1        | 86         | 68         | 18         | 4.923                     |         | 68        | 132       | 26         |
| 1988 | 385.675     | 1.108.513   | 34,8        | 65         | 57         | 8          | 5.933                     |         | 39        | 110       | 18         |
| 1999 | 420.055     | 1.108.654   | 37,9        | 24         | 24         |            | 17.502                    |         | 7         | 28        | 19         |
| 2000 | 462.592     | 1.170.542   | 39,5        | 27         | 27         |            | 17.133                    |         | 4         | 39        | 19         |
| 2001 | 453.885     | 1.300.382   | 34,9        | 40         | 40         |            | 11.347                    |         | 9         | 62        | 19         |
| 2002 | 494.898     | 1.334.767   | 37,1        | 38         | 38         |            | 13.023                    |         | 10        | 70        | 19         |
| 2003 | 510.969     | 1.377.346   | 37,1        | 43         | 43         |            | 11.883                    |         | 13        | 72        | 19         |
| 2004 | 516.483     | 1.393.147   | 37,1        | 50         | 49         | 1          | 10.329                    |         | 20        | 71        | 19         |
| 2013 | 607.628     | 1.593.512   | 38,1        | 74         | 74         |            | 8.211                     |         | 33        | 141       | 23         |
| 2016 | 613.999     | 1.587.539   | 38,7        | 87         | 87         |            | 7.057                     |         | 37        | 162       | 24         |
| 2019 | 643.391     | 1.654.503   | 38,9        | 90         | 90         |            | 7.148                     |         | 39        | 165       | 26         |
| 2021 | 683.433     | 1.748.549   | 39,1        | 101        | 101        |            | 6.766                     |         | 37        | 161       | 26         |